# 打掛

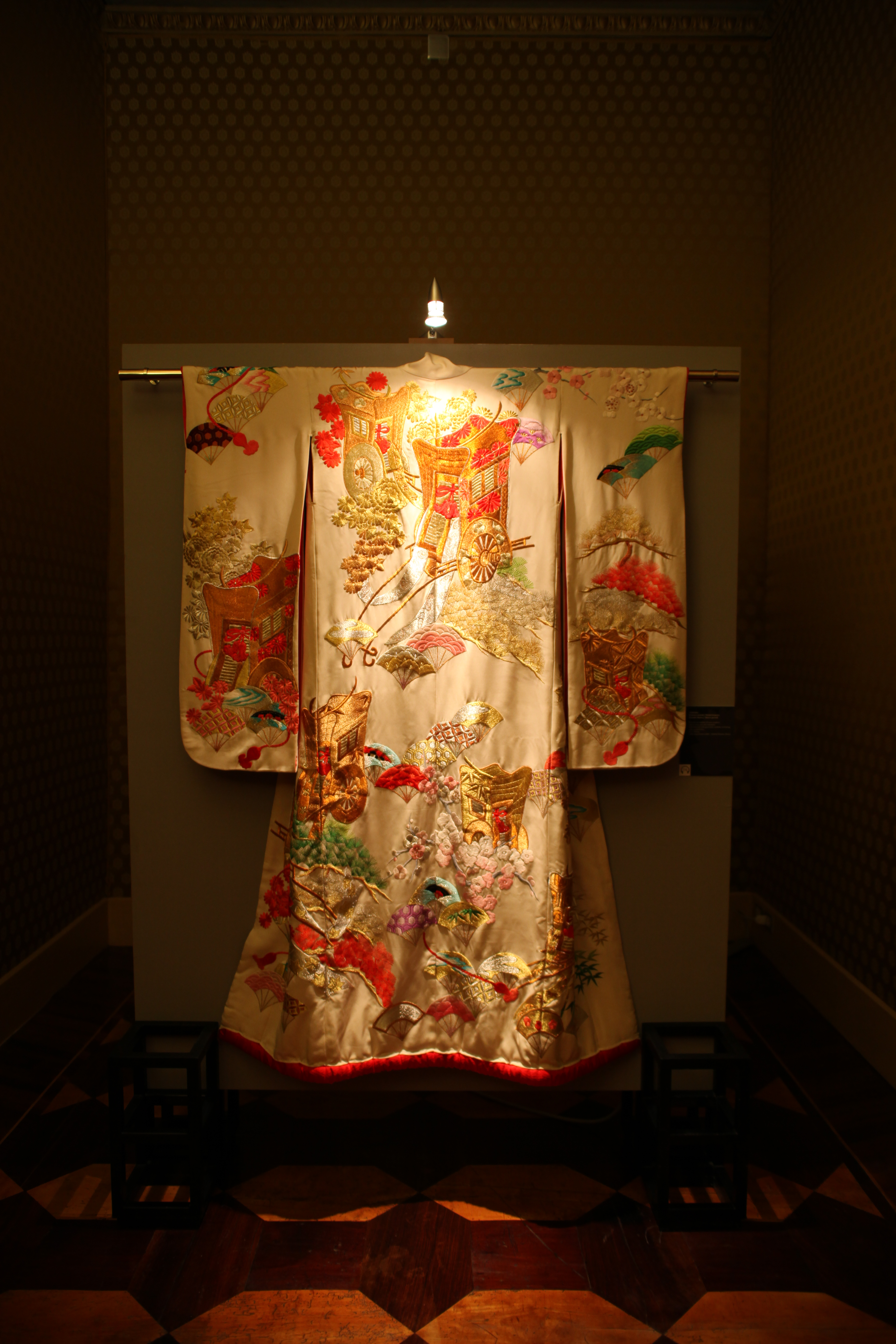
打掛

打掛（うちかけ、裲襠）は、日本の女性の着物（和服）の種類の一つ。小袖や振袖の上から打ち重ねて着るものをいう。別名「掻取」（かいどり）。遊里では「かけ」「しかけ」と呼ぶことも。

## 特徴
打掛は基本的な仕立ては小袖や振袖と同じである。小袖は広義には、肩山を境に折り返し、体の前後に連なる身頃と袖をもち、それに襟と前身の袵を加えた盤領（たれくび）式の衣服をいう。このうち薄綿を入れた振りのないものを狭義の小袖、薄綿を入れた振りをもつものを振袖という。打掛は狭義の小袖や振袖と同じ仕立てでありながら、これらに打ち重ねて着るように仕立てたものをいう。
また、暑い時期には打掛を腰の周りだけに巻き付けて着用されたが、この小袖（打掛）は「腰巻」と称された。

## 歴史
室町時代の武家では婚姻の形式が嫁入婚へと移行し、家督を継ぐ意味の婚礼が重要視されるようになり、婚礼衣装は白打掛に小袖を着用する様式が確立された。この婚礼衣装は後世の白無垢姿の原型になっている。
文明11年（1479年）には、後土御門天皇が八代将軍足利義政の正妻の日野富子を宴に招いた際に、打掛の服装を許可する別勅を発した。
江戸時代には上層武士の婚礼において、花嫁は白地に銀の箔押しや縫箔の打掛を着用したる。大名の姫君の婚礼では数枚の小袖を重ねてから、緋の袴を履き、その上に打掛を着用したる。
江戸時代末期から明治時代になると白地の振袖の上に赤地の振袖を重ね、その上に黒地の振袖あるいは打掛を重ねて着用する三襲（三つ襲）もみられるようになった。
第二次大戦後、婚礼が再び豪華になると貸衣裳が主流となり、神前結婚式では白無垢、披露宴では色打掛が主流となった。

## ギャラリー
- 婚禮式服
- 打褂